# Eugène Tézier
Eugène Tézier, né le 10 août 1865 à Grenoble et mort le 9 février 1940 à Paris, est un illustrateur français (Dauphiné) de la fin du XIXe siècle. Il est aussi connu sous les pseudonyme de Rostro et Taillefer.

## Biographie
Dessinateur de presse (1887-1895), il collabore également à des publications liées au domaine de l'alpinisme et du tourisme dans le Dauphiné, puis ses travaux deviennent moins notables à partir de la fin des années 1900.
Il meurt le 9 février 1940 au sein de l'Hôpital Cochin dans le 14e arrondissement de Paris.

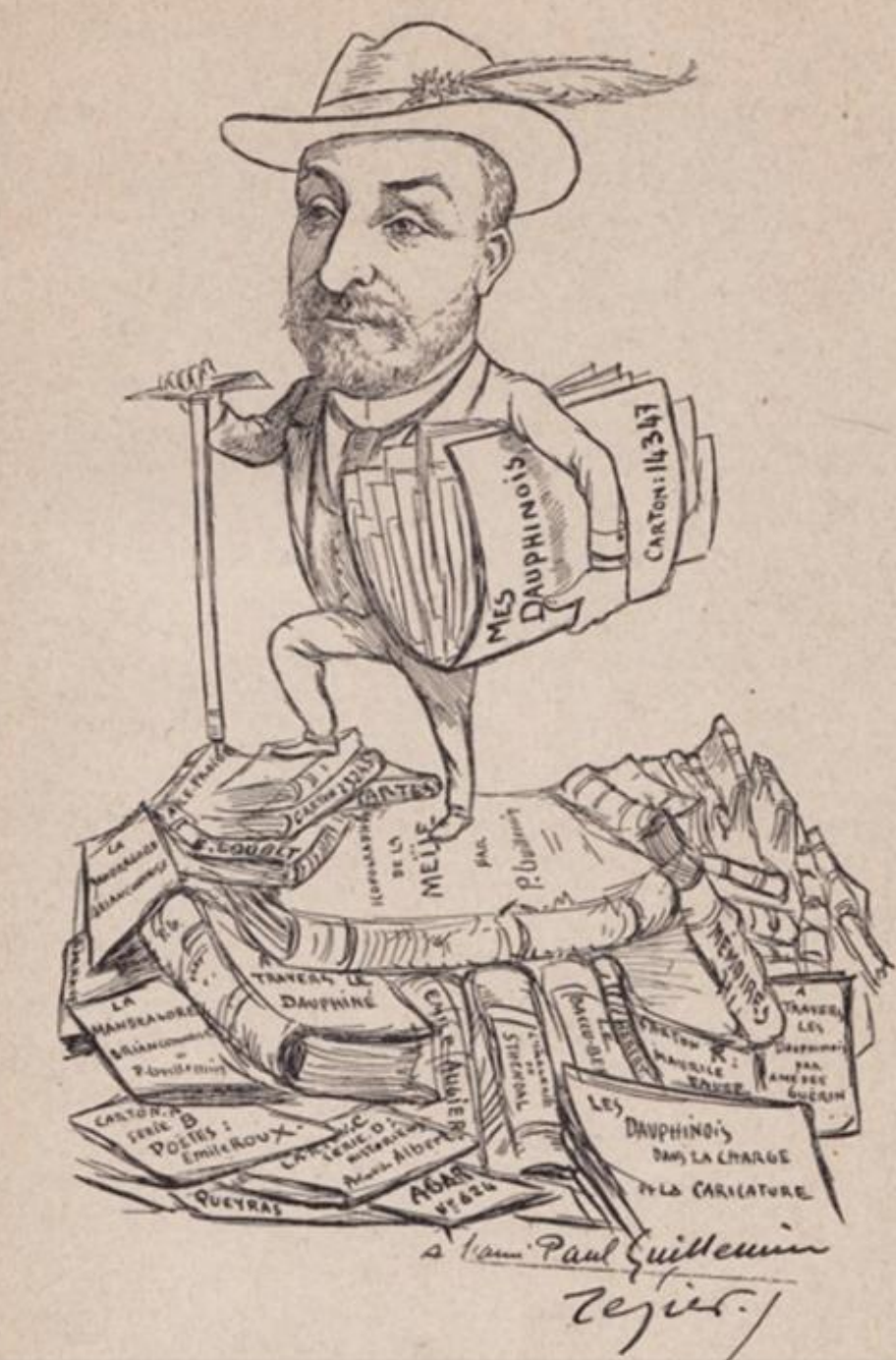
Caricature de Paul Guillemin vers 1904

## Illustrations
- Henri Second, Nos Alpins, Grenoble, Librairie Dauphinoise, 1898, 102 p., In-4 (lire en ligne)